# Unión del Pueblo Navarro
L'Unione del Popolo Navarro, o UPN (Unión del Pueblo Navarro in spagnolo, Nafar Heriaren Batasuna in basco) è un partito regionalista spagnolo fondato nel 1979 e attivo nella Comunità Forale di Navarra. 
Partito centrale nella politica navarra, è situato nella destra foralista.

## Ideologia
UPN si definisce come foralista (ovvero sostenitrice dei diritti storici della Navarra) e navarrista (cioè fautrice di un'identità nazionale differente da quella basca e compatibile con quella spagnola). Si caratterizza pertanto per la difesa delle differenze rispetto a Euskadi e si oppone all'annessione della Navarra a questa comunità, possibilità che la Costituzione Spagnola permette esplicitamente nella sua Quarta Disposizione Transitoria. È favorevole al trasferimento di competenze dal Governo Centrale alla Comunità Forale.
Assume posizioni di centrodestra e collabora a livello regionale e nazionale con PP e Cs.

## Storia

Emblema del Regno di Navarra, simbolo adottato dai foralisti.

### Fondazione e inizi (1979)
UPN fu fondata nel 1979, con l'obiettivo di salvaguardare il regime forale e la singolarità della Navarra, nel contesto di un intenso dibattito sociale e politico intorno alla possibilità di incorporazione della Navarra nella comunità autonoma di Euskadi.
Il partito nacque precisamente come reazione all'accordo tra il Partito Nazionalista Basco e i principali partiti rappresentati alle Corti Costituenti (Unione di Centro Democratico, Partito Socialista Operaio Spagnolo e Alleanza Popolare) grazie al quale fu introdotta la Quarta Disposizione Transitoria, che sancisce la possibilità di includere la Navarra nei Paesi Baschi.
Questo accordo fu duramente criticato dalla branca navarra dell'UCD, che decise di scindersi e di creare una nuova forza politica insieme alla preesistente Alleanza Forale Navarra: l'Unione del Popolo Navarro.
Alle elezioni generali del 1982, UPN si presentò insieme ad Alleanza Popolare, ottenendo più di 76.000 voti, due deputati e un senatore. Alle elezioni forali dell'anno successivo, UPN divenne la seconda forza politica navarra, con 62.000 voti e 13 deputati.
Nel 1984 nacquero le Gioventù Navarre, la sezione giovanile del partito. Tre anni più tardi, UPN ottiene 70.000 voti e 14 deputati, sfiorando il primato del PSN; peraltro elesse il sindaco di Pamplona. È nel 1991, però, che il partito sconfigge i socialisti navarri, diventando primo partito e guidando il Governo Forale.

### Presidenza del Governo Forale
Alle elezioni del 1995, nonostante una scissione, il partito riconferma il primato, con più di 93.000 voti e 17 seggi. Però i socialisti, alleati con la Convergenza Democratica Navarra e con Solidarietà Basca (Eusko Alkartasuna), poterono escludere UPN tanto dal governo quanto dal municipio di Pamplona. Scandali politici e finanziari causarono le dimissioni del capo del PSN, Javier Otano, dalla Presidenza del Governo. Lo sostituì Miguel Sanz Sesma, leader di UPN; questi vinse ancora alle elezioni del 1999, 2003 e 2007. In quest'ultimo anno, egli poté essere riconfermato presidente per via delle incomprensioni tra i socialisti e i jeltzales di Geroa Bai.

### Rottura con il PP
Dopo le elezioni generali del 2008, in cui la lista congiunta UPN-PP ottenne il 39,29% dei voti in Navarra (che significarono, per i foralisti, due deputati e tre senatori), UPN scelse di non escludere a priori accordi puntuali con il Governo Centrale presieduto da José Luis Rodríguez Zapatero. Tra gli altri, UPN si era decisa ad astenersi sulla legge finanziaria, mentre i popolari difendevano un voto negativo. Il 28 ottobre 2008, in conseguenza, il PP annunciò la rottura del patto di collaborazione con UPN.
Alle elezioni forali del 2011, con Yolanda Barcina come candidata, il partito tornò a vincere. Si formò un governo di grande coalizione con i socialisti, ma l'accordo si ruppe presto e dal giugno 2012 in poi UPN governò in minoranza.
Nonostante la rottura coi popolari, i due partiti conservatori presentarono liste comuni per le generali del 2011.

### 2015: perdita del Governo Forale
Le elezioni forali del 2015 segnarono un calo di UPN, che perse quattro deputati. Il governo passò a una coalizione composta da Geroa Bai (lista nazionalista basca che comprende il PNV), EH Bildu (sinistra basca indipendentista), Podemos e Izquierda-Ezkerra (queste ultime due espressione della sinistra sovranista pro-Euskadi). La presidenza toccò a Uxue Barkos: la prima presidente nazionalista basca della storia della Navarra. Inoltre UPN perse il municipio di Pamplona, che fu conquistato da EH Bildu, e altri 18 comuni.

Simbolo della coalizione Navarra Suma: il riquadro rosso riproduce la silhouette della Comunità Forale. Lo stile del simbolo ricalca il logo di UPN.

### 2019:Navarra Suma
Il 2 marzo 2019 il Consiglio Politico del Partito votò favorevolmente la proposta della direzioni riguardante una riedizione dell'accordo con il Partito Popolare. L'11 marzo, lo stesso Consiglio decise di allearsi anche con Ciudadanos, ma chiuse le porte espressamente a un'intesa con Vox.
La soluzione fu la presentazione di una lista denominata Navarra Suma ("la Navarra Unisce"): dal punto di vista legale era una coalizione elettorale tra UPN e Cs, con membri del PP inseriti nella lista. La coalizione ottenne due deputati (entrambi di UPN) e tre senatori (una senatrice di Cs, un'altra del PP e un senatore per UPN).